# Graeme Hawkins
Graeme Roy Hawkins (ur. 20 lutego 1962 w Wellington) – nowozelandzki zapaśnik walczący w stylu wolnym. Olimpijczyk z Los Angeles 1984, gdzie zajął dziesiąte miejsce w wadze koguciej.
Czwarty na igrzyskach Wspólnoty Narodów w 1982. Pięciokrotny medalista mistrzostw Oceanii w latach 1986 – 2002.

## Letnie Igrzyska Olimpijskie 1984
| Konkurencja | Rundy eliminacyjne          | Rundy eliminacyjne  | Rundy eliminacyjne | Klas. końcowa |
| Konkurencja | Przeciwnik I                | Przeciwnik II       | Przeciwnik III     | Miejsce       |
| ----------- | --------------------------- | ------------------- | ------------------ | ------------- |
| -57 kg      | Miguel Ángel García (ESP) Z | Barry Davis (USA) P | Guanbunima (CHN) P | 10.           |